# Manuela Manetta
Manuela Manetta (* 6. Juni 1983 in Parma) ist eine ehemalige italienische Squashspielerin.

## Karriere
Manuela Manetta begann ihre Karriere im Jahr 2002 und gewann drei Titel auf der WSA World Tour. Ihre beste Platzierung in der Weltrangliste erreichte sie mit Rang 25 im Dezember 2012. Mit der italienischen Nationalmannschaft nahm sie 2008 an der Weltmeisterschaft teil. Im Einzel stand sie 2007, 2008 und 2011 im Hauptfeld, sie schied bei allen drei Teilnahmen in der ersten Runde aus. 2008 und 2011 erreichte sie jeweils das Halbfinale bei der Europameisterschaft und gewann 2008 mit einem Sieg im Spiel um Platz drei die Bronzemedaille. Mit Italien spielte sie bei zwölf Europameisterschaften mit und war auch deren Kapitänin. Zwischen 2002 und 2013 wurde sie zehnmal italienische Meisterin. 2011 beendete Manuela Manetta ihre Karriere und ist seitdem als Squashtrainerin im Seattle Athletic Club in Seattle tätig.

## Erfolge
- Gewonnene WSA-Titel: 3
- Italienischer Meister: 10 Titel (2002–2004, 2006–2011, 2013)